# 南直人
南 直人（みなみ なおと、1957年 - ）は、ドイツ史学者、立命館大学教授。食文化を研究している。

## 来歴
兵庫県生まれ。1981年京都大学文学部卒業。1985年大阪大学大学院文学研究科博士後期課程中退。
1985年大阪大学文学部助手、1989年帝国女子大学講師、1992年大阪国際女子大学（校名変更）助教授、2002年大阪国際大学教授、2005年京都橘大学文学部教授を経て、2018年立命館大学食マネジメント学部教授。

## 著書
- 『ヨーロッパの舌はどう変わったか 十九世紀食卓革命』講談社選書メチエ 1998
- 『世界の食文化 ドイツ』農山漁村文化協会 2003
- 『〈食〉から読み解くドイツ近代史』ミネルヴァ書房 MINERVA歴史・文化ライブラリー 2015

### 共編
- 『日常と犯罪 近代西洋における非合法行為』常松洋共編 昭和堂 1998
- 『世界の食文化』全10巻 石毛直道監修 大塚滋、樺山紘一、川北稔、熊倉功夫、本間千枝子共編 農山漁村文化協会 2003-07
- 『新・食文化入門』森枝卓士共編 弘文堂 2004
- 『宗教と食』編 ドメス出版 食の文化フォーラム 2014

### 翻訳
- アンドレーア・シュタインガルト『ベルリン <記憶の場所>を辿る旅』谷口健治、北村昌史、進藤修一、爲政雅代共訳 昭和堂 2006
- ポール・フリードマン編『〈世界〉食事の歴史 先史から現代まで』山辺規子共監訳 東洋書林 2009

## 論文
- Cinii